# 沖縄県立嘉手納高等学校
沖縄県立嘉手納高等学校（おきなわけんりつかでなこうとうがっこう）は、沖縄県中頭郡嘉手納町にある県立高等学校。

## 学科
- 総合学科(ドリーム・デザインコース)
  - キャリアアップコース

2015年4月より、普通科は廃止になり、総合学科のみになる。
2022年度から、キャリアアップコースを設ける。
全日制の普通科以外の名称の学科（実業系各科、理数科など）に含まれる為、県全域からの通学が可能。

## 沿革
- 1984年4月1日 - 開校。普通科を設置。
- 2006年4月1日 - 総合学科を設置。
- 2010年3月 - 第82回選抜高等学校野球大会出場。一回戦敗退。
- 2013年4月-普通科募集停止
- 2015年2月9日普通科閉科記念植樹
- 2015年3月1日普通科最後の卒業生卒業
- 2016年8月 - 第98回全国高等学校野球選手権大会出場。三回戦敗退。

## 部活動
2010年、秋の沖縄県大会準優勝、秋季九州大会優勝、第82回選抜高等学校野球大会出場（興南高校と共に沖縄県勢初の2校出場）。
2016年、夏の沖縄県大会優勝第98回全国高等学校野球選手権大会出場

## 交通

### バス路線
| 運行事業者            | 路線・系統                                                                            | 下車停留所             |
| --------------------- | ------------------------------------------------------------------------------------- | ---------------------- |
| 琉球バス交通 沖縄バス | 28番 読谷(楚辺)線 29番 読谷(喜名)線 228番 （読谷おもろまち線） 120番 （名護西空港線） | 嘉手納バス停、徒歩15分 |
| 琉球バス交通          | 62番 （中部線）                                                                       | 嘉手納バス停、徒歩15分 |

## 著名な卒業生
- 比嘉俊次（琉球放送アナウンサー）
- 嘉数正（お笑い芸人、くりおね）
- ディープインパクト（お笑いコンビ）
- 仲地礼亜（プロ野球選手）